# Wilhelm Lönne
Wilhelm Lönne (* 11. Februar 1882 in Katernberg; † 16. November 1951) war ein sozialdemokratischer Landespolitiker in Nordrhein-Westfalen.
Lönne war 1946 und 1947 für die SPD Mitglied des ernannten Landtages von Nordrhein-Westfalen.